# 1992 au théâtre
| Années du théâtre : 1989 - 1990 - 1991 - 1992 - 1993 - 1994 - 1995    |
| Décennies du théâtre : 1960 - 1970 - 1980 - 1990 - 2000 - 2010 - 2020 |

Cet article présente les faits marquants de l'année 1992 au théâtre.

## Événements
- 7 janvier : inauguration du théâtre Silvia-Monfort à Paris.
- Frank Castorf est nommé intendant de la Volksbühne Berlin.

## Pièces de théâtre représentées
- 14 janvier : Célimène et le Cardinal de Jacques Rampal, théâtre de la Porte-Saint-Martin
- 29 septembre : Légendes de la forêt viennoise d'Ödön von Horváth, mise en scène André Engel, MC93 Bobigny

## Festival d'Avignon

### Cour d'honneur duPalais des Papes
- x

## Récompenses
- 6e Nuit des Molières (Molières 1992)
- Prix Arletty : 
  - Prix de l'interprétation théâtrale : Zabou Breitman
  - Prix de la participation au rayonnement du théâtre : Jacqueline Cormier

## Décès
- 2 janvier : Ginette Leclerc (°1912)
- 11 janvier : Jean Claudio (°1927)
- 23 janvier : Charles Moulin (°1909)
- 9 février : Lucienne Le Marchand (°1908)
- 29 février : Marie Déa (°1912)
- 6 mars : Léo Campion (°1905)
- 14 mars : Jean Poiret (°1926)
- 28 mars : Maurice Teynac (°1915)
- 21 avril : Claude Étienne (°1917)
- 27 avril : Guy Michel (°1934)
- 4 mai : Jean-Claude Pascal (°1927)
- 5 mai : Jean Vauthier (°1910)
- 12 mai : Jacqueline Maillan (°1923)
- 19 mai : Bruno Pradal (°1949)
- 14 juin : Carlos d'Alessio (°1935)
- 26 juin : Richard Fontana (°1951)
- 23 juillet : Arletty (°1898)
- 9 août : Suzanne Gabriello (°1932)
- 27 août : Hélène Perdrière (°1912)
- 30 août : Claude Barma (°1918)
- 31 octobre : Jean Hébey (°1916)
- 4 novembre : Claude Aveline (°1901)
- 7 décembre : Darling Légitimus (°1907)
- 11 décembre : Suzanne Lilar (°1901)
- 15 décembre : Yolande Laffon (°1895)
- 19 décembre : Louis Ducreux (°1911)
- 24 décembre : Micheline Luccioni (°1930)